# Пам'ятник Роману Різняку — «Макомацькому»
Пам'ятник Роману Різняку — «Макомацькому» — пам'ятник учаснику визвольних змагань та діячеві ОУН Роману Різняку — «Макомацькому» у місті Трускавець. Пам'ятка архітектури місцевого значення, охоронний № 1427.

## Розташування та опис
Пам'ятник Роману Різняку — «Макомацькому» розташований на місці, де колись була хата родини Різняків, на перетині вулиці Джерельної та Івана Франка, вище Трускавецького курортного парку, на захід від пам'ятника Іванові Франкові та колишньої вечірньої школи, за 100 м на північ від колишнього адміністративного корпусу військового санаторію.

## З історії пам'ятника
Ідея та ініціатива створення пам'ятника Роману Різняку — «Макомацькому» належить громадській організації «Меморіал» та члену історико-просвітницької і правозахисної організації «Сумління», краєзнавцю Богданові Гуцилу. Тодішній голова міста Богдан Матолич ідею підтримав. Головний архітектор міста Олександр Грищенко розробив архітектурний проект, скульптуру виконали Володимир Ропецький та Сергій Олешко.

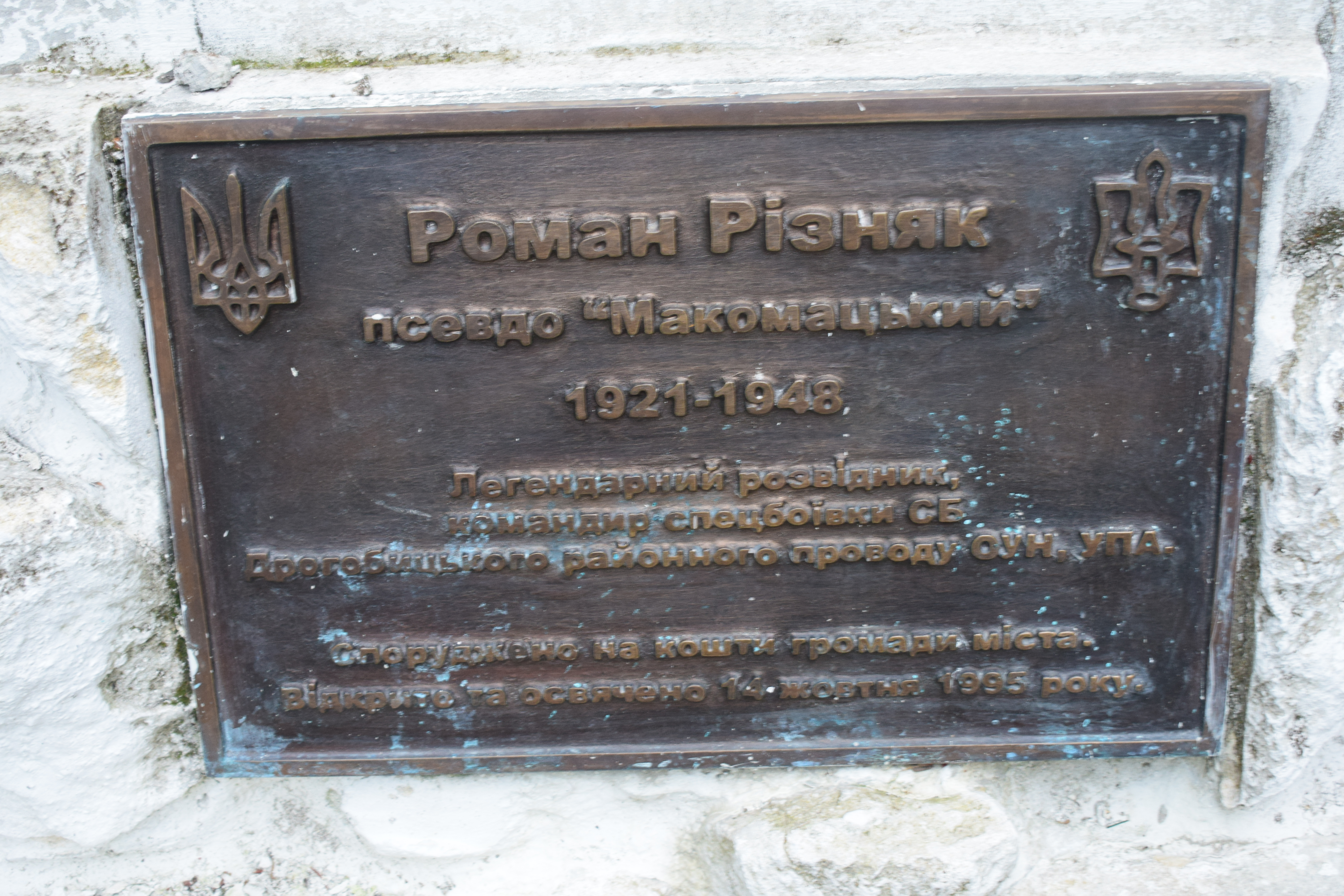
Меморіальна таблиця на пам'ятнику

На час, коли почали створювати пам'ятник, ще не було жодної світлини Романа Різняка — «Макомацького», тому скульптуру творити довелося зі слів тих, хто його знав особисто ще до війни, а таких було небагато. До того ж не було достеменно відомо про дату народження Романа Різняка — «Макомацького», тому на пам'ятнику спочатку викарбували тільки роки народження та смерті — «1922—1943». Згодом стали доступними секретні архіви НКВС—МҐБ—КҐБ, і нині відомо, що Роман Різняк народився 12 березня 1921 року.
14 жовтня 1995 року відбулося освячення та урочисте відкриття пам'ятника Роману Різняку — «Макомацькому».
Щороку 12 березня біля пам'ятника відбуваються урочисті заходи з нагоди річниці від дня народження Романана Різняка — «Макомацького». 
Пам'ятник Роману Різняку — «Макомацькому» щонайменше п'ять разів зазнавав нападів вандалів. Так, у 2011 році невідомі особи пошкодили скульптуру в ділянці підборіддя й носа. У серпні цього ж року пам'ятник був відреставрований. У березні 2012 року вандали пошкодили меморіальну таблицю на пам'ятнику.